# Liste des jardins portant le label Jardin remarquable en Normandie
Cet article recense les jardins possédant le label « jardin remarquable » en Normandie, en France.
Au début 2024, la région compte 37 jardins ainsi labellisés.

## Liste
| Jardin                                       | Département    | Commune                      | Année | Coordonnées                 | Photo |
| -------------------------------------------- | -------------- | ---------------------------- | ----- | --------------------------- | ----- |
| Jardin des plantes                           | Calvados       | Caen                         | 2011  | 49° 11′ 21″ N, 0° 22′ 15″ O |       |
| Jardins du Pays d'Auge                       | Calvados       | Cambremer                    | 2021  | 49° 08′ 49″ N, 0° 02′ 44″ E |       |
| Jardins de Castillon-Plantbessin             | Calvados       | Castillon                    | 2004  | 49° 11′ 47″ N, 0° 49′ 17″ O |       |
| Domaine d'Albizia                            | Calvados       | Caumont-sur-Aure             | 2019  | 49° 07′ 21″ N, 0° 46′ 49″ O |       |
| Parc du château de Brécy                     | Calvados       | Creully sur Seulles          | 2004  | 49° 16′ 47″ N, 0° 32′ 39″ O |       |
| Parc du château de Canon                     | Calvados       | Mézidon Vallée d'Auge        | 2004  | 49° 03′ 54″ N, 0° 04′ 44″ O |       |
| Parc du château de Boutemont                 | Calvados       | Ouilly-le-Vicomte            | 2004  | 49° 11′ 16″ N, 0° 13′ 26″ E |       |
| Parc du château de Vendeuvre                 | Calvados       | Vendeuvre                    | 2004  | 48° 59′ 15″ N, 0° 04′ 43″ O |       |
| Parc et jardin du château d'Acquigny         | Eure           | Acquigny                     | 2015  | 49° 10′ 24″ N, 1° 11′ 10″ E |       |
| Jardin de Claude Monet                       | Eure           | Giverny                      | 2004  | 49° 04′ 31″ N, 1° 32′ 01″ E |       |
| Jardin du musée des Impressionnismes Giverny | Eure           | Giverny                      | 2008  | 49° 04′ 34″ N, 1° 31′ 52″ E |       |
| Parc du château de Fontaine-la-Soret         | Eure           | Goupil-Othon                 | 2015  | 49° 08′ 19″ N, 0° 46′ 29″ E |       |
| Arboretum d'Harcourt                         | Eure           | Harcourt                     | 2015  | 49° 10′ 02″ N, 0° 47′ 05″ E |       |
| Jardin du château du Champ-de-Bataille       | Eure           | Le Neubourg                  | 2004  | 49° 08′ 54″ N, 0° 54′ 00″ E |       |
| Parc du château de Chantore                  | Manche         | Bacilly                      | 2021  | 48° 43′ 24″ N, 1° 26′ 25″ O |       |
| Parc du château des Ravalet                  | Manche         | Cherbourg-en-Cotentin        | 2004  | 49° 38′ 21″ N, 1° 34′ 10″ O |       |
| Parc Emmanuel-Liais                          | Manche         | Cherbourg-en-Cotentin        | 2006  | 49° 37′ 52″ N, 1° 37′ 54″ O |       |
| Jardin botanique du château de Vauville      | Manche         | La Hague                     | 2004  | 49° 38′ 08″ N, 1° 50′ 40″ O |       |
| Jardin Jacques-Prévert                       | Manche         | La Hague                     | 2004  | 49° 42′ 30″ N, 1° 54′ 00″ O |       |
| Parc du domaine de Nacqueville               | Manche         | La Hague                     | 2004  | 49° 36′ 33″ N, 1° 41′ 33″ O |       |
| Jardin intérieur à ciel ouvert               | Orne           | Athis-Val de Rouvre          | 2019  | 48° 48′ 32″ N, 0° 30′ 18″ O |       |
| Jardin retiré                                | Orne           | Bagnoles de l'Orne Normandie | 2019  | 48° 33′ 31″ N, 0° 25′ 14″ O |       |
| Jardin du château de Sassy                   | Orne           | Boischampré                  | 2004  | 48° 39′ 34″ N, 0° 00′ 31″ O |       |
| Parc du château du Champ-de-la-Pierre        | Orne           | Le Champ-de-la-Pierre        | 2006  | 48° 36′ 30″ N, 0° 12′ 21″ O |       |
| Jardins de Monperthuis                       | Orne           | Chemilli                     | 2021  | 48° 21′ 23″ N, 0° 25′ 49″ E |       |
| Jardin du manoir de la Boisnerie             | Orne           | Sainte-Honorine-la-Chardonne | 2021  | 48° 49′ 40″ N, 0° 28′ 56″ O |       |
| Parc du château de Lorière                   | Orne           | Val-au-Perche                | 2006  | 48° 16′ 37″ N, 0° 42′ 57″ E |       |
| Jardin plume                                 | Seine-Maritime | Auzouville-sur-Ry            | 2006  | 49° 26′ 09″ N, 1° 19′ 48″ E |       |
| Jardin des sculptures                        | Seine-Maritime | Bois-Guilbert                | 2015  | 49° 31′ 40″ N, 1° 24′ 46″ E |       |
| Parc de Galleville                           | Seine-Maritime | Doudeville                   | 2004  | 49° 43′ 49″ N, 0° 47′ 28″ E |       |
| Les Jardins d'Étretat                        | Seine-Maritime | Étretat                      | 2019  | 49° 42′ 36″ N, 0° 12′ 28″ E |       |
| Jardins suspendus                            | Seine-Maritime | Le Havre                     | 2015  | 49° 30′ 07″ N, 0° 05′ 36″ E |       |
| Jardin du Crapaud à trois pattes             | Seine-Maritime | Lucy                         | 2021  | 49° 46′ 56″ N, 1° 27′ 08″ E |       |
| Jardin du Mesnil                             | Seine-Maritime | Montérolier                  | 2015  | 49° 37′ 26″ N, 1° 20′ 37″ E |       |
| Jardin d'Angélique                           | Seine-Maritime | Montmain                     | 2015  | 49° 24′ 39″ N, 1° 14′ 59″ E |       |
| Parc du manoir de Villers                    | Seine-Maritime | Saint-Pierre-de-Manneville   | 2008  | 49° 23′ 23″ N, 0° 55′ 53″ E |       |
| Jardin de Miromesnil                         | Seine-Maritime | Tourville-sur-Arques         | 2004  | 49° 51′ 40″ N, 1° 04′ 55″ E |       |